# انکو بودا
انکو بودا (انگلیسی: Eneko Bóveda؛ زادهٔ ۱۴ دسامبر ۱۹۸۸) بازیکن فوتبال اهل اسپانیا است.
از باشگاه‌هایی که در آن بازی کرده‌است می‌توان به باشگاه فوتبال اتلتیک بیلبائو، باشگاه فوتبال ایبار، باشگاه فوتبال دپورتیوو لاکرونیا، و باشگاه فوتبال اتلتیک بیلبائو بی اشاره کرد.
وی همچنین در تیم ملی فوتبال باسک بازی کرده‌است.